# Drosophila adiastola
Drosophila adiastola este o specie de muște din genul Drosophila, familia Drosophilidae, descrisă de Hardy în anul 1965. Conform Catalogue of Life specia Drosophila adiastola nu are subspecii cunoscute.